# Base de la pirámide
El término Base of the Pyramid (en español, «la base de la pirámide») es un concepto de administración de negocios con enfoque hacia los segmentos de población que han sido olvidados y su integración en las cadenas de valor de los negocios. Como base de la pirámide se describe la parte más inferior de la pirámide de ingresos mundial. La idea del concepto «BoP» es que se integren las personas «más pobres del mundo» en los procesos de las empresas como clientes, proveedores, distribuidores, etc. La idea básica es que a través de estrategias se busque al mismo tiempo por un lado mejorar oportunidades empresariales y por el otro reducir la pobreza a largo plazo.

## Origen del concepto
En 1998 Prahald y Hart en un documento publicado por ellos hacen referencia a este concepto como Bottom of the Pyramid (fondo de la pirámide). Sin embargo en la literatura actual se denomina esto como Base of the Pyramid que es un sinónimo de la denominación original.
El Banco mundial proporciona los siguientes datos que permiten clasificar un estado de pobreza extrema con una renta disponible per cápita de hasta 1,25 dólares EE. UU. por día y un estado de «pobreza moderada» con un ingreso de 1,25 a 2,5 dólares EE.UU por día.
Toda la BoP incluye a más de la mitad de la población mundial, algunos autores hasta que mencionan que abarca a más de 4 mil millones de personas que viven en la BoP.

## La BoP como mercado
El enfoque de los conceptos BoP implica que se usen los oportunidades que no se han aprovechado hasta el momento. Al contrario de muchas creencias generalizadas en el mercado BoP se puede identificar muchas oportunidades de mercado. Estas oportunidades se evalúan a muy altas cifras en posibles ganancias. Aunque existan grandes oportunidades de mercado las personas de la BoP se encuentran fuera de los sistemas de mercados globales. Esto se debe, según las creencias del concepto BoP, a supuestos existentes sobre todo en la población de altos ingresos y en los mercados desarrollados.

## Supuestos sobre la BoP
- Los pobres no pueden ser considerados como clientes potenciales porque con las estructuras de costos actuales, no se puede competir de manera rentable por ese mercado.
- Los pobres no pueden pagar ni utilizar los productos y servicios que se venden en los mercados desarrollados.
- Solo los mercados desarrollados valoran y pagarán por nuevas tecnologías. Los pobres pueden utilizar las generaciones previas de tecnología.
- La BoP no es importante para la viabilidad a largo plazo de los negocios. Se puede dejar a este segmento en manos del gobierno y organizaciones sin fines de lucro.
- Los administradores no muestran interés por los retos de negocio que tienen una dimensión más humana. El entusiasmo intelectual está en los mercados desarrollados.
- Es difícil encontrar administradores talentosos que quieran trabajar en la BoP.[2][4]

## Estrategias para ingresar al mercado de la BoP
- Ofrecer productos, servicios y tecnología adecuados a las necesidades específicas del segmento, creando nuevos modelos de negocios.
- Adaptar la creación de valor a las condiciones específicas de las localidades a través de franquicias o grupos de representantes locales que realizan mercadeo directo, identificando a la comunidad como un cliente.
- Facilitar el acceso a bienes y servicios a través de innovaciones en modelos de compra y uso de modelos de distribución y tecnologías de bajo costo
- Crear alianzas entre gobiernos, organizaciones no gubernamentales, empresas privadas, emprendedores locales y todos aquellos actores que jueguen un rol habilitador.[4][5]

## Críticas al concepto BoP
Las críticas que existen a este concepto se refieren sobre todo al enfoque original que ve al segmento BoP solo como un mercado potencial. Se critica por ejemplo que los cálculos que dicen que el mercado BoP tiene un alto potencial de ventas no son reales.
También se critica si la venta de productos como por ejemplo alcohol y tabaco realmente tendrán ventajas para el segmento de la población BoP. La extensión del concepto de “consumo “ y diferentes estilos de consumo se critica como algo que podrá tener efectos negativos en la población y en el desarrollo sostenible. Además, se cuestiona si las empresas privadas pueden contribuir hacia la mejora de condiciones de los más pobres del mundo, o si los modelos de negocios que están basados en los conceptos de BoP no necesitan apoyo de otros, como por ejemplo del estado u otras organizaciones.